# Монастырь Гувернето
Монастырь Гувернето (Владычицы Ангелов) (греч. Μονή Κυρίας των Αγγέλων Γουβερνέτου) — монастырь Константинопольской православной церкви в Греции на Крите, расположенный на севере полуострова Акротири в 18 километрах к северо-востоку от Ханьи. Входит в общину (дим) Ханья в периферийной единице Ханья в периферии Крит.

## История
Монастырь был открыт в 1537 году (по другим данным, в 1548 году). Монастырь построен в стиле венецианских крепостей, позже были внесены элементы барокко. Размеры монастыря — примерно 40 на 50 метров, в двухэтажном здании проживает около 50 монахов.
В центре монастыря расположена церковь, на западной стороне — притвор.
Монастырь популярен среди туристов, но имеются ограничения. В частности, запрещено курить на территории и фотографировать интерьер. Также монастырь Гувернето закрыт от посещений по средам и пятницам.

## Местное сообщество Хордакион
В местное сообщество Хордакион входят три населённых пункта. Население 266 жителей по переписи 2011 года. Площадь 34,038 квадратных километров.
| Наименование        | Население (2011), человек |
| ------------------- | ------------------------- |
| Акрополис           | 1                         |
| Монастырь Гувернето | 6                         |
| Хордакион           | 259                       |